# Albinaria puella
Albinaria puella is een slakkensoort uit de familie van de Clausiliidae. De wetenschappelijke naam van de soort is voor het eerst geldig gepubliceerd in 1849 door L. Pfeiffer.